# Westlake Village
Westlake Village est une municipalité située dans le comté de Los Angeles et dans le comté de Ventura au sud de la ville de Thousand Oaks, en Californie, aux États-Unis. Au recensement de 2010 sa population était de 8 270 habitants.

## Géographie
Selon le Bureau de recensement, la ville a une superficie de 14,7 km2, dont 1,2 km2 de plans d'eau, soit 7,95 % du total.
La ville se trouve à 61 km au nord de Los Angeles, et à 14 km de l'océan Pacifique.

## Routes principales
- US-101
- CA-23

## Démographie
Selon l'American Community Survey, pour la période 2011-2015, 87,62 % de la population âgée de plus de 5 ans déclare parler anglais à la maison, alors que 3,91 % déclare parler l'espagnol, 1,45 % le perse, 1,34 % une langue chinoise, 0,76 % le tagalog, 0,60 % l'allemand, 0,59 % le français et 3,74 % une autre langue.
| 1990  | 2000  | 2010  | - | - | - |
| ----- | ----- | ----- | - | - | - |
| 7 455 | 8 368 | 8 270 | - | - | - |

## Personnalités liées à la commune
- Kathryn Joosten (1939-2012) décédée à Westlake Village.
- Jonathan Lipnicki, acteur, né le 22 octobre 1990.
- Karen Carpenter chanteuse et batteuse, née en 1950, ré-enterrée près de ses parents en 2003, vingt ans après son décès en 1983.
- George C. Scott, l'acteur, y est décédé en 1999.
- Robert Young est décédé à Westlake Village en 1998.
- Aleksandar Zorić, coureur cycliste yougoslave, premier vainqueur de la Course pour la Paix en 1948, s'y trouve inhumé.
- Oleg Vidov (1943-2017) acteur, y est décédé en 2017.
- Ari Stidham, acteur, y est né en 1992.